# إيفاريستو روشا
إيفاريستو روشا (بالإنجليزية: Evaristo Rocha)‏ (و. – القرن 19 م) هو سياسي من نيكاراغوا .